# 元袭 (武安王)
元袭 （？—？），字世绍，河南郡洛阳县（今河南省洛阳市东），魏献文帝拓跋弘曾孙，追尊魏孝宣帝元劭之子，北魏宗室、官员。

## 生平
元袭在武定元年（543年）四月被封为武安王，食邑一千户。武定末年，元袭官至中书侍郎。北齐接受禅让后，元袭的爵位依例降低。

## 家庭

### 兄弟
- 元韶，北齐特进、彭城县公